# Le Grand Dadais
Le Grand Dadais est un roman de Bertrand Poirot-Delpech paru en 1958 aux éditions Denoël et ayant reçu le Prix Interallié la même année. Il a été adapté au cinéma en 1967 sous le même titre (Le Grand Dadais).

## Éditions
- Le Grand Dadais, éditions Denoël, 1958.